# Contea di Wuwei
La contea di Wuwei (无为县S, Wúwéi XiànP) è una contea della Cina, situata nella provincia dell'Anhui.